# Бугрино (Ненецкий автономный округ)
Бугрино́ — посёлок, единственный населённый пункт на острове Колгуев в Баренцевом море. Административно относится к Заполярному району Ненецкого автономного округа России. Образует Колгуевский сельсовет.

## География
Посёлок расположен на реке Бугрянка на юге острова Колгуев на берегу Поморского пролива. В 60 км от посёлка находится Песчаноозёрское нефтяное месторождение. Расстояние до Нарьян-Мара (административного центра Ненецкого автономного округа) — 200 км.

## Население
| 1920 | 1925 | 1932 | 1999 | 2002 | 2010 | 2011 | 2012 | 2013 |
| ---- | ---- | ---- | ---- | ---- | ---- | ---- | ---- | ---- |
| 203  | ↘187 | ↘26  | ↗425 | ↘400 | ↗424 | ↗436 | ↘409 | ↘408 |
| 2014 | 2015 | 2016 | 2017 | 2018 | 2019 | 2020 | 2021 | 2023 |
| ↘404 | ↗407 | ↗416 | ↗417 | ↗427 | →427 | ↗432 | ↘337 | ↘321 |

## Транспорт
Регулярные авиарейсы — один раз в неделю из Нарьян-Мара или на вертолете Ми-8. Грузы доставляются морем в период навигации из Архангельска.

## Экономика
Основные занятия населения — оленеводство и рыболовство. Бугрино — база СПК «Колгуевский». В 2013−2014 годах из-за отсутствия достаточного количества корма на острове Колгуев произошел массовый падёж оленей. Поголовье сократилость с 12 000 до 200—400.

## Инфраструктура
Начальная школа, детский сад, фельдшерско-акушерский пункт, дом культуры, магазины, дизельная электростанция. Улицы — Морская, Набережная, Оленная, Антоновка.
Сотовая связь стандарта GSM от МТС. Радио — «Север FM» (102 МГц).

## Уроженцы
- Степан Ледков — солист музыкальной группы «Марсель».

## Галерея

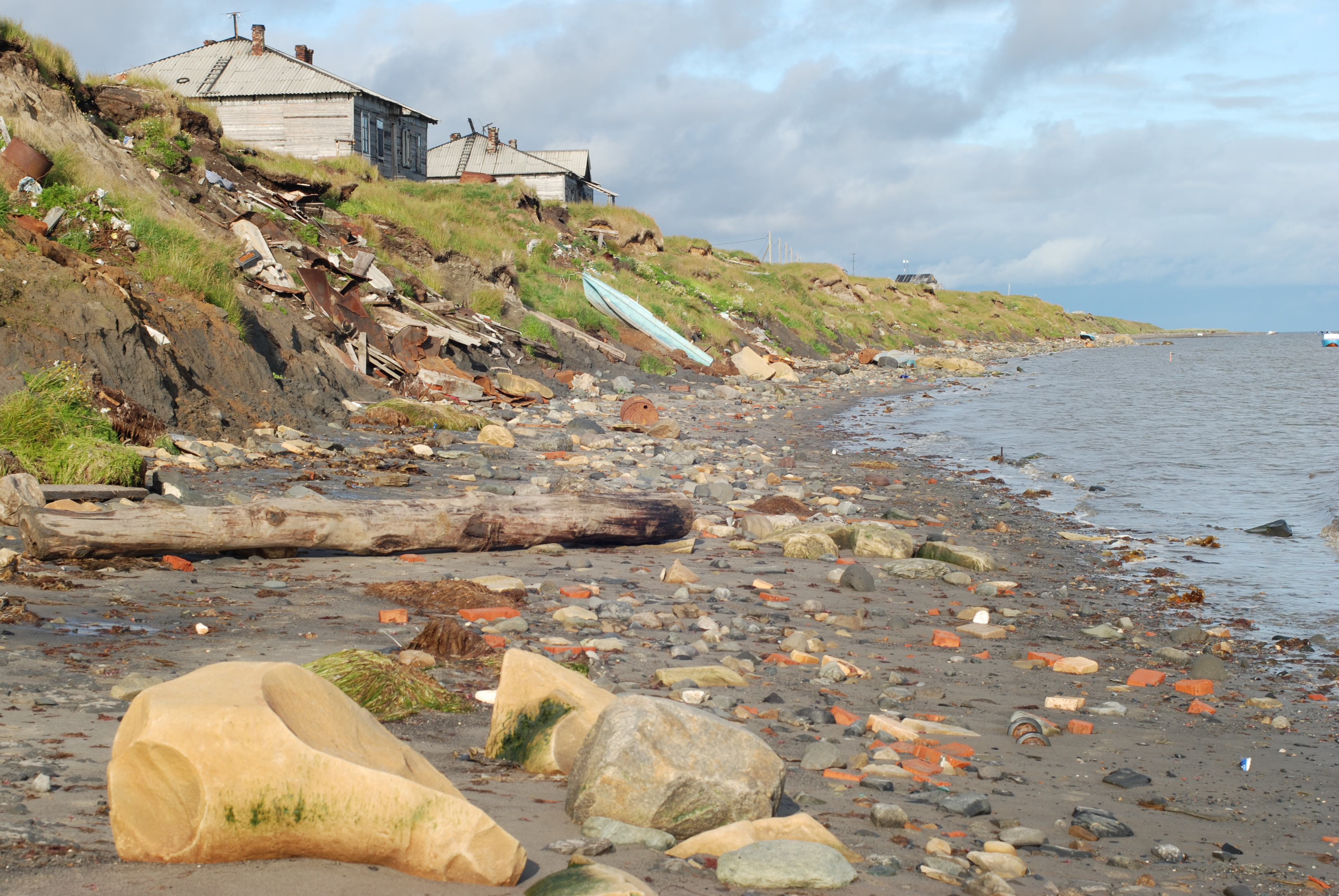
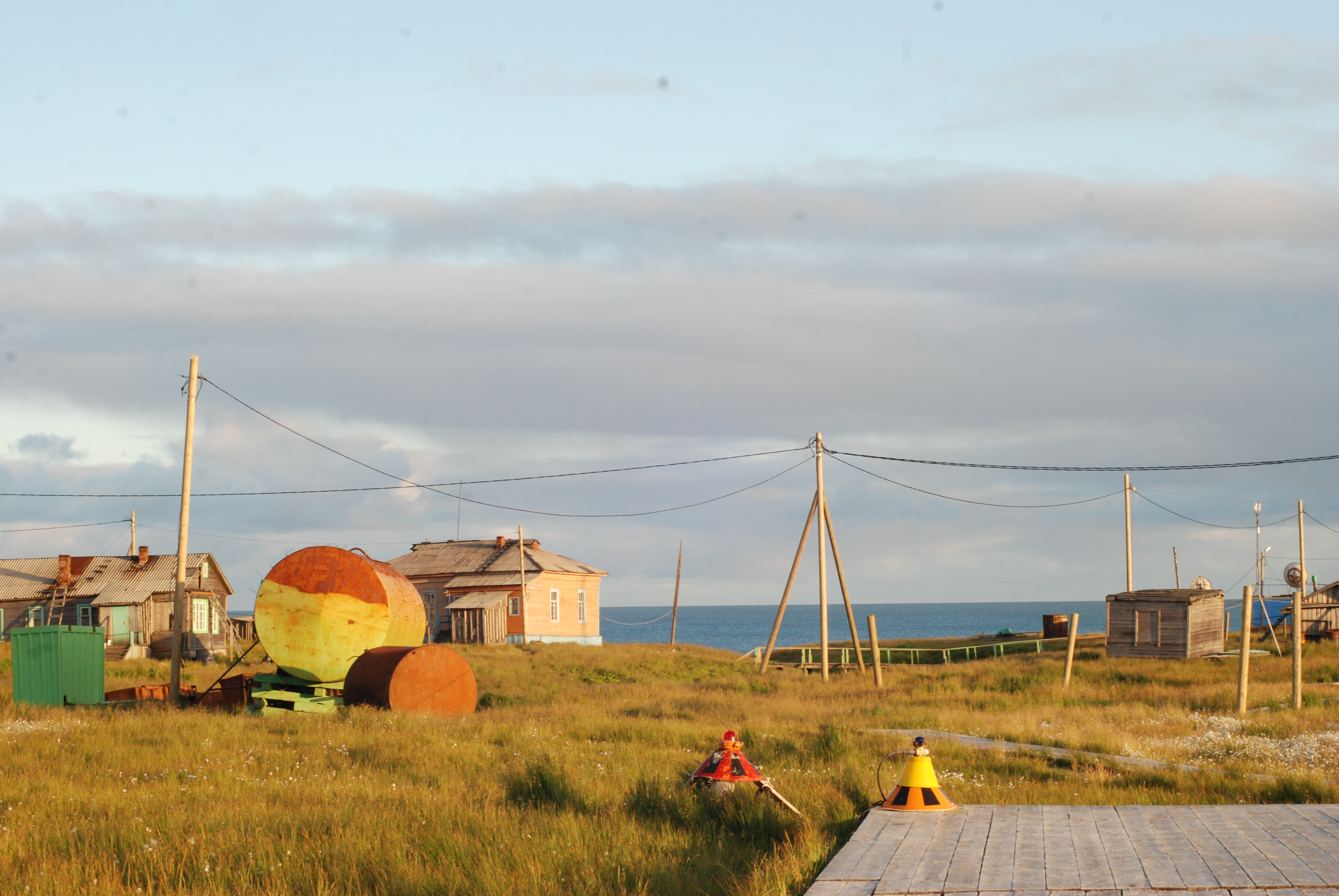
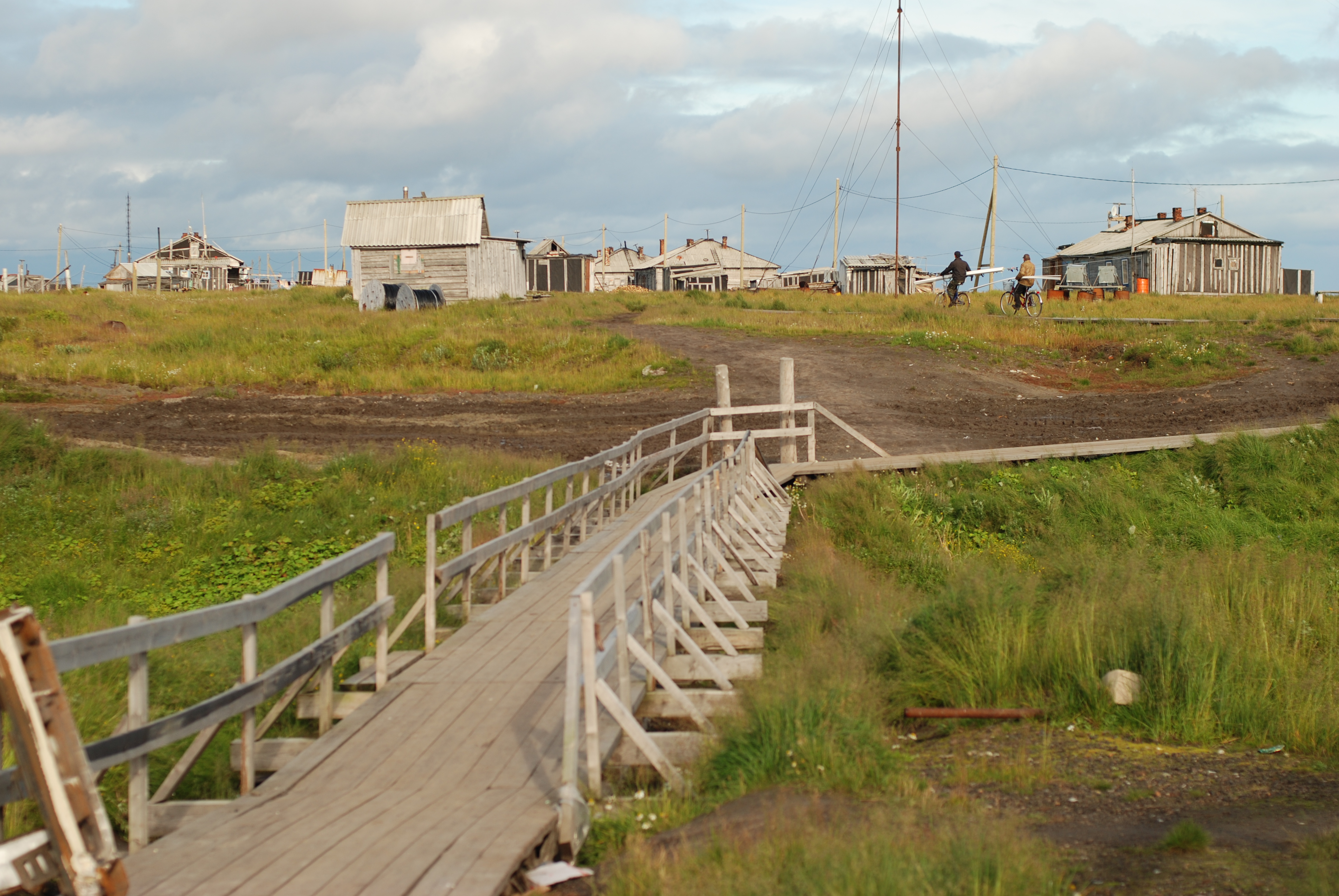
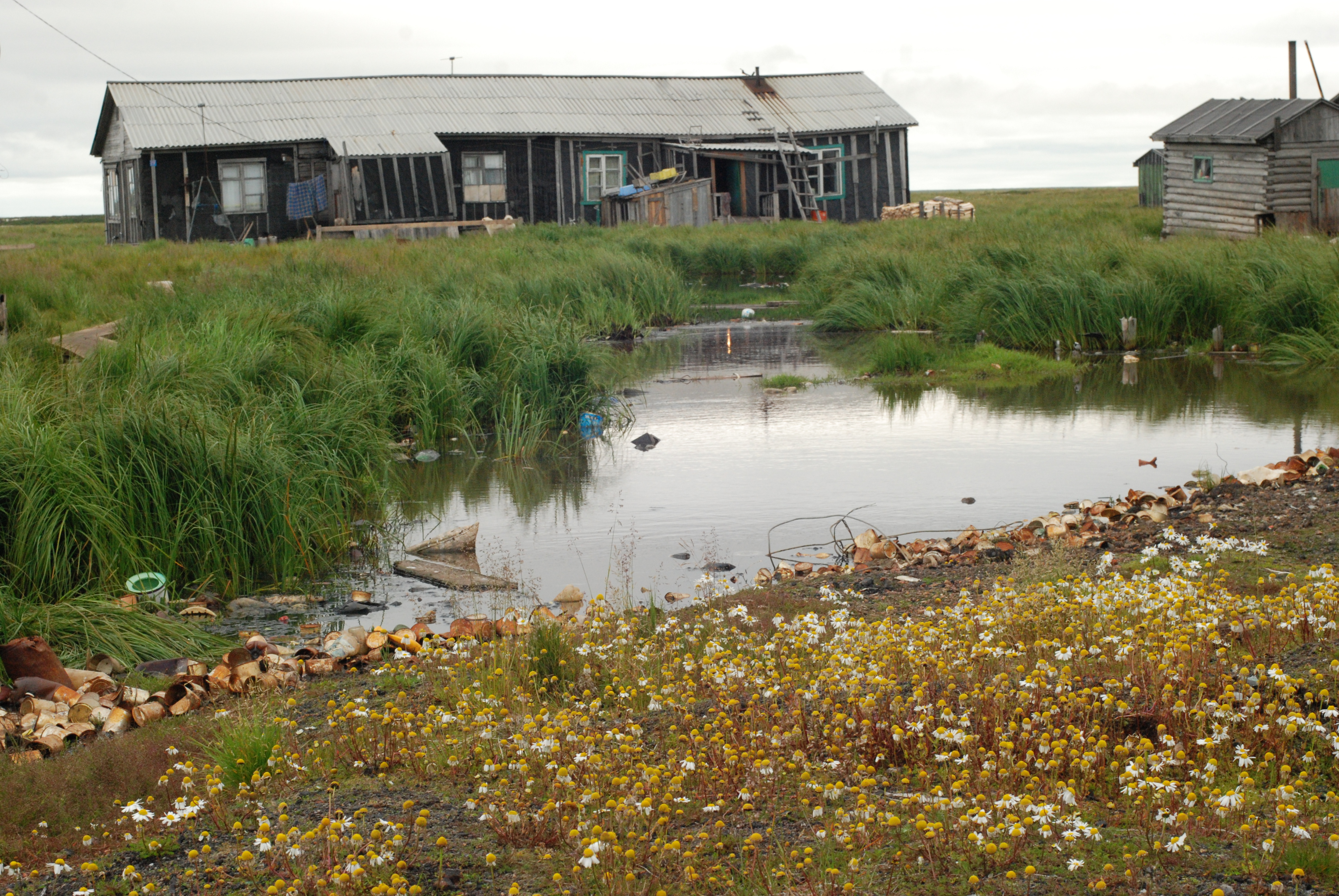
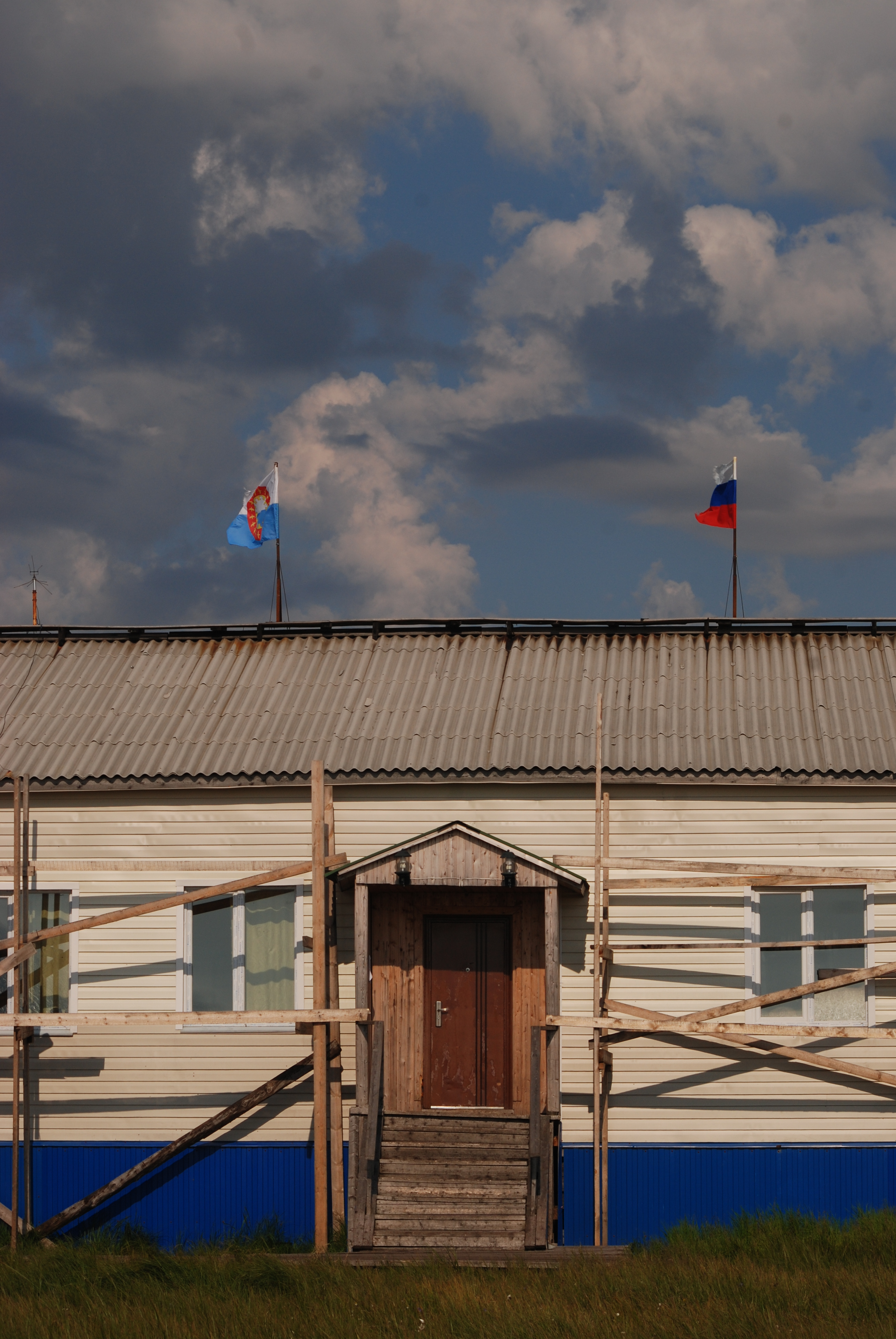
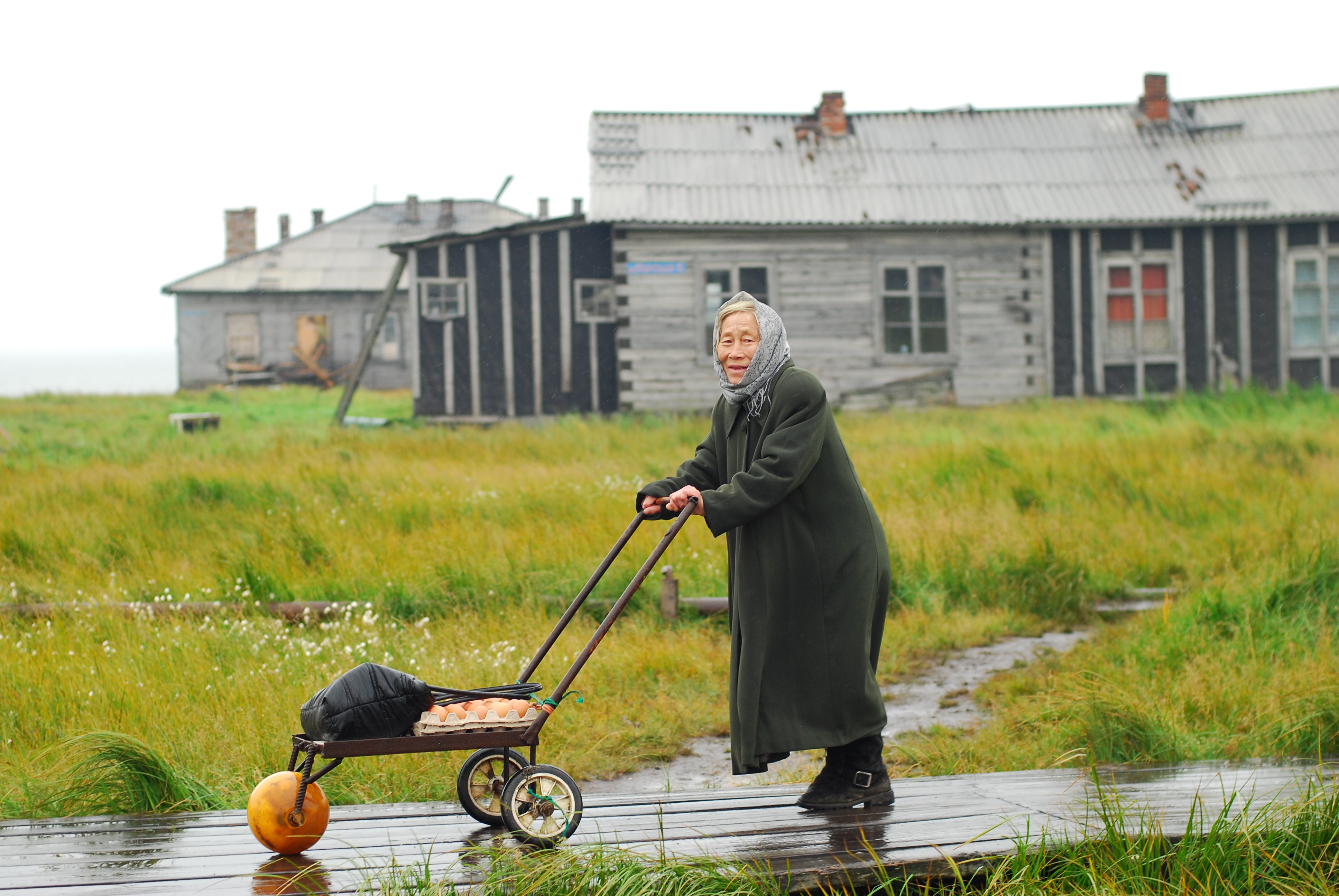
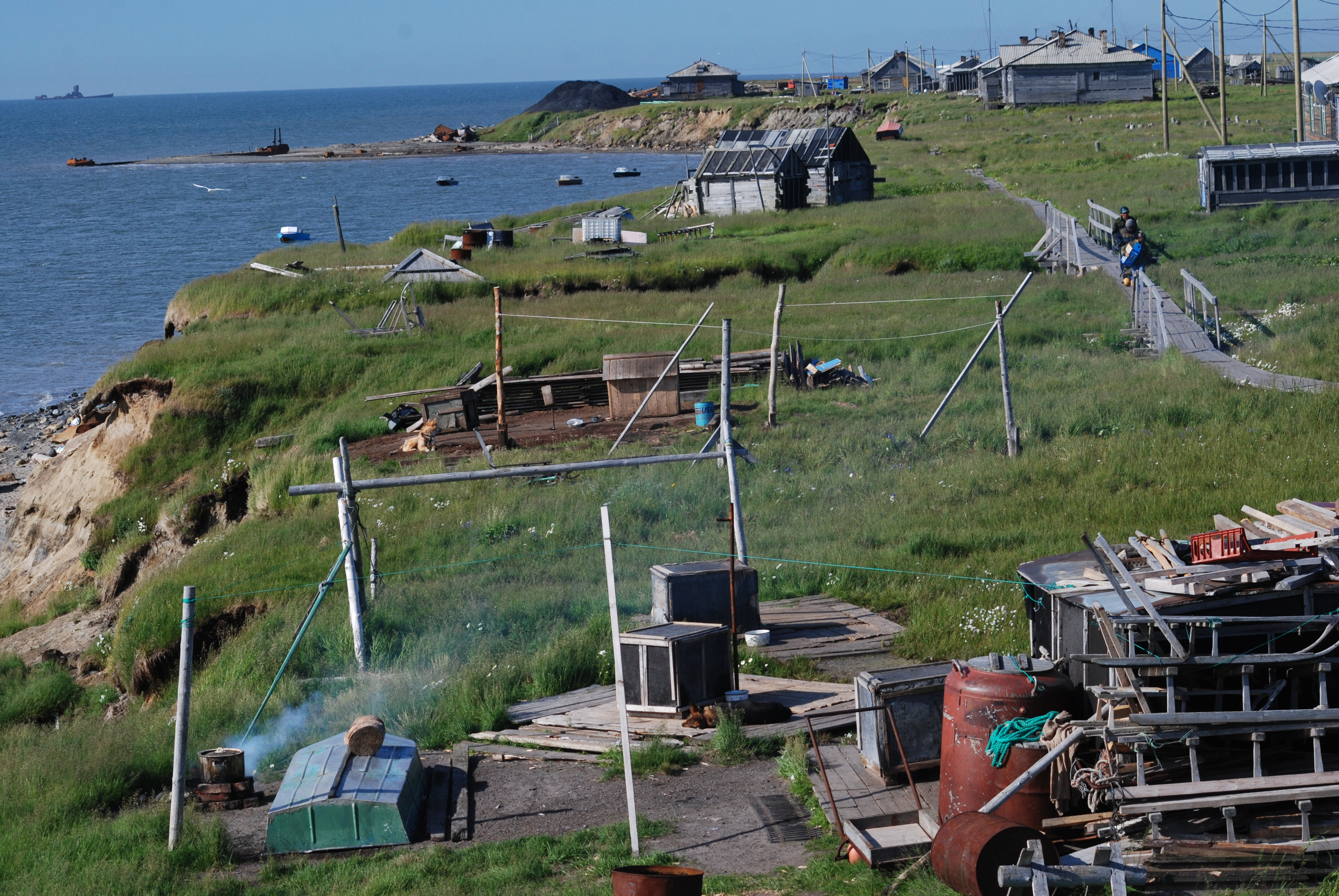
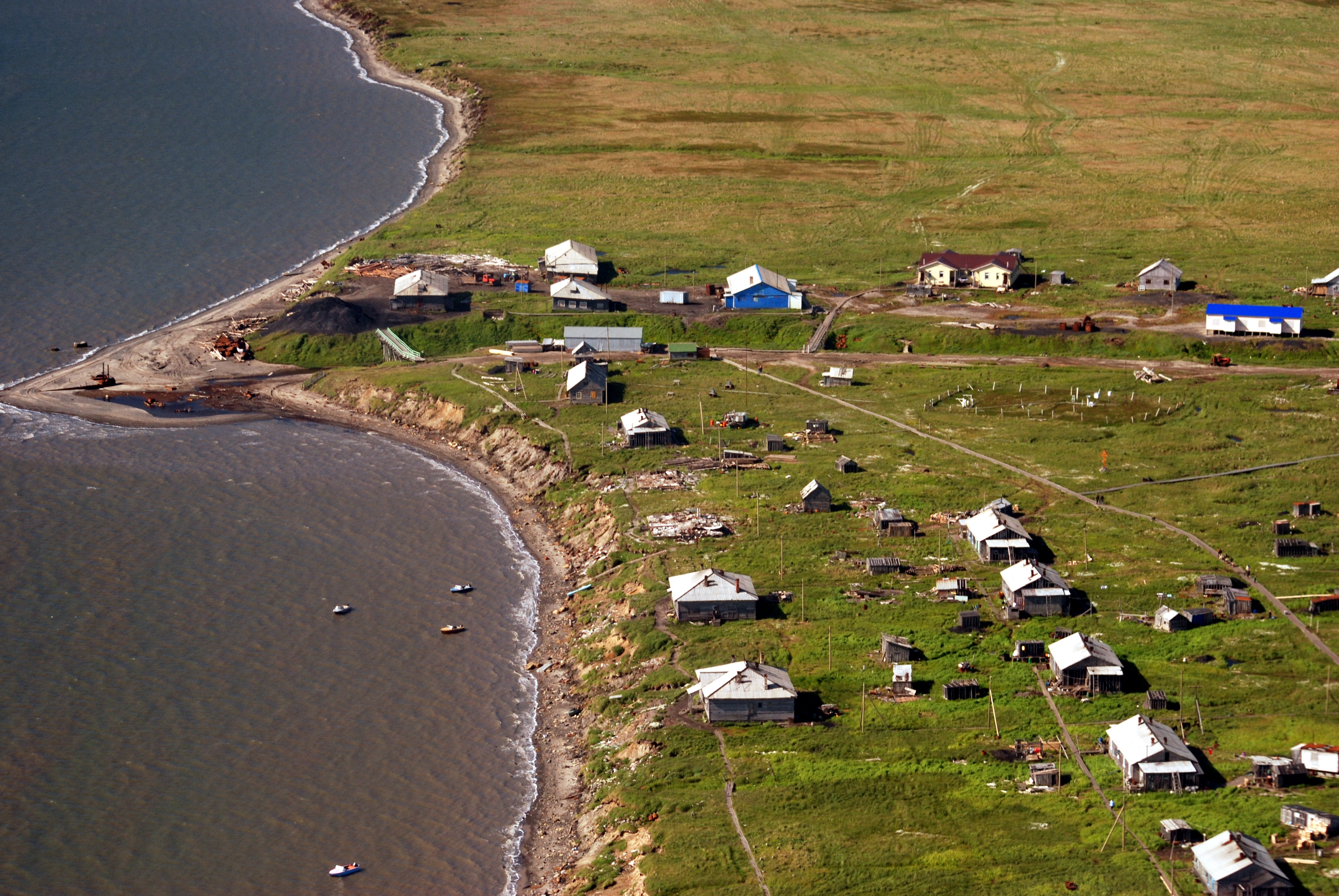